# Popiwka (Poltawa, Karliwka)
Popiwka (ukrainisch Попівка; russisch Поповка Popowka) ist ein Dorf im Osten der ukrainischen Oblast Poltawa mit etwa 3200 Einwohnern (2001).
Das in der zweiten Hälfte des 18. Jahrhunderts gegründete Dorf liegt am linken Ufer des Flusses Ortschyk, einem Nebenfluss des Oril, gegenüber dem ehemaligen Rajonzentrum Karliwka sowie an der Regionalstraße P–11 zwischen der 60 km im Westen gelegenen Oblasthauptstadt Poltawa und der 27 km im Osten gelegenen Stadt Berestyn in der Oblast Charkiw.
Am 12. Juni 2020 wurde das Dorf ein Teil der neugegründeten Stadtgemeinde Karliwka, bis dahin bildete es die gleichnamige Landratsgemeinde Popiwka (Попівська сільська рада/Popiwska silska rada) im Zentrum des Rajons Karliwka.
Am 17. Juli 2020 kam es im Zuge einer großen Rajonsreform zum Anschluss des Rajonsgebietes an den Rajon Poltawa.